# NGC 4699
NGC 4699 è una galassia a spirale barrata di tipo SABb, scoperta da William Herschel il 3 marzo 1786. Si trova nella costellazione della Vergine e dista circa 23,9 Mpc (78 milioni di anni luce) dal Sistema solare. Le sue dimensioni apparenti sono 3,8' x 2,6' e la magnitudine apparente è circa +10,41. È conosciuta anche con i nomi MCG 1-33-13, UGCA 301, IRAS12464-0823 e PGC 43321.